# Тётин-обакэ

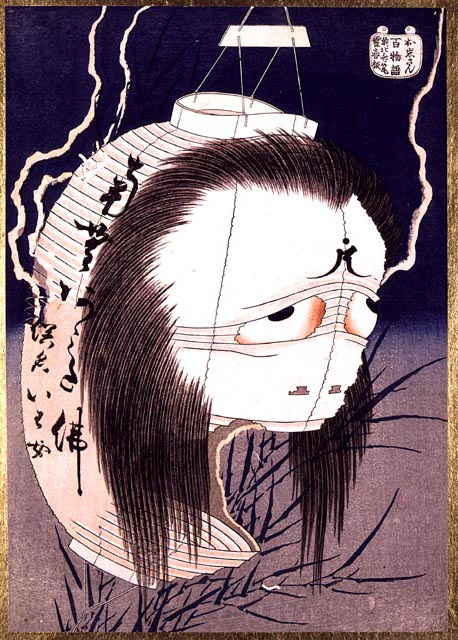
Тётин-обаке — рисунок Кацусика Хокусая

Тётин-обакэ (яп. 提灯お化け, «Призрак бумажного фонаря») — цукумогами в японском фольклоре. Он происходит от традиционного японского бумажного фонарика 提灯 (Тётин), представляющего собой прикреплённую бумагу к раме из тонкого бамбука и свечи в качестве источника света внутри. Обычно считается, что старые фонари трескаются и разламываются, сломанная часть выступает в качестве рта. Имеет длинный язык, а также один или два глаза. На фонаре обычно располагается лицо, а руки, тело, ноги, крылья и т. д. могут вырасти из фонарей. Появляется в книге Торияма Сэкиэна «Иллюстрированное собрание 100 случайно выбранных демонов» (яп. 画図百鬼徒然袋, изд. 1784). Тётин-обакэ также изображались на игральных картах Обакэ Карута, популярных в период Эдо.

## Тётин-Обакэ в культуре и искусстве
В японской манге и аниме сериале «Хладнокровный Ходзуки» Тётин-обакэ представлен в карикатурно-комедийном свете. Манга и аниме были представлены в разное время в еженедельных десятках лучших бестселлеров в их соответствующих медиа. В 2012 году она была одной из 15 манг, номинированных на 5-ю премию Манга тайсё, и была выбрана жюри на 16 Japan Media Arts Festival. Эта манга была номинирована на 38-ю премию манги Коданся, и занимает пятое место на «Книга года» Media Factory в 2014 году.